# Joan Miquel Comadran i Pi
Joan Miquel Comadran i Pi (Mollet del Vallès, 12 d'agost de 1968) és un ciclista de ciclocròs català.
Juntament amb el seu germà Àngel, fou un dels pioners en la pràctica del BMX a Catalunya a principis de la dècada dels 80. En el seu palmarès destaquen a dos trofeus Generalitat, tres campionats de Catalunya i dos subcampionats d'Espanya, entre 1981 i 1985. També participà en el Campionat d'Europa de bicicròs celebrat a Palau-solità i Plegamans el 1985, en què arribà a les semifinals. Retirat durant 25 anys, va tornar a la competició amb el club molletà Ravet Bike, aconseguint la segona posició en el Campionat de Catalunya de 2009 a la categoria Màster 30. Des de l'any 2013 forma part del club esportiu BMX Vallès Club.
Ara hi comparteix pista junt amb el seu Fill David Comadran Martínez el qual ha quedat subcampió d'Espanya i subcampió de Catalunya el 2022.